# زهاو ليينغ
زهاو ليينغ هي ممثلة صينية ولدت في 16 أكتوبر 1987.

## روابط خارجية
زهاو ليينغ على موقع IMDb (الإنجليزية)
- زهاو ليينغ على موقع قاعدة بيانات الفيلم (الإنجليزية)